# Epilechia catalinella
Epilechia catalinella är en fjärilsart som beskrevs av August Busck 1907. Epilechia catalinella ingår i släktet Epilechia och familjen stävmalar. Inga underarter finns listade i Catalogue of Life.